# The Door That Has No Key
The Door That Has No Key è un film muto del 1921 diretto da Frank Hall Crane.

## Produzione
Il film fu prodotto dalla Alliance Film Corporation,

## Distribuzione
Distribuito dalla Alliance Film Corporation, il film uscì nelle sale cinematografiche britanniche nel 1921. Il film viene considerato perduto.